# سیارک ۷۹۹۱
سیارک ۷۹۹۱ (به انگلیسی: 7991 Kaguyahime، نامگذاری:1981UT7) هفت هزار و نهصد و نود و یکمین سیارک کشف شده‌است که در ۳۰ اکتبر ۱۹۸۱ کشف شد.
قدر مطلق سیارک برابر ۱۲٫۶۰ است.